# Mambos by Tito Puente - Volume 5
Mambos by Tito Puente - Volume 5 è un album di Tito Puente, pubblicato dalla Tico Records nel 1952. Il disco contiene brani usciti in precedenza solo su 78 giri e registrati a New York dal 1949 al 1951.
In seguito i brani dell'album furono inseriti in varie compilation di Tito Puente fra cui Mambos with Puente (1992) e The Complete 78s (Vol.1)

## Tracce
Lato A
1. Guajeo en dominante – 2:42 (Bebo Valdés)
2. Tatalibaba – 3:10 (Florencio Santana)
3. Por la mañana – 2:47 (Marcelino Guerra)
4. Mambiando – 3:11 (Tito Puente)

Lato B
1. Mambo Gallego – 2:47 (Tito Puente)
2. Cuban Nightingale – 2:24 (Don George, Rogelio Martinez)
3. Que lindo el mambo – 2:48 (Tito Puente)
4. El Rey del timbal – 2:58 (Tito Puente)

## Musicisti
(Formazione Parziale)
- Tito Puente - timbales, percussioni, arrangiamenti
- Vicentico Valdés - voce
- Bebo Valdes - voce
- Angel Rosas - voce
- Mario Bauza - tromba
- Chino Pozo - percussioni
- Mongo Santamaría - congas
- Manny Oquendo - percussioni